# Ottarps socken
Ottarps socken i Skåne ingick i Luggude härad, med en del före 1889 i Rönnebergs härad, ingår sedan 1971 i Helsingborgs kommun och motsvarar från 2016 Ottarps distrikt.
Socknens areal är 29,21 kvadratkilometer varav 29,09 land. År 2000 fanns här 648 invånare. Godset Bälteberga samt sockenkyrkan Ottarps kyrka ligger i socknen.

## Administrativ historik
Socknen har medeltida ursprung. En mindre del hörde före 1889 till Rönnebergs härad.
Vid kommunreformen 1862 övergick socknens ansvar för de kyrkliga frågorna till Ottarps församling och för de borgerliga frågorna bildades Ottarps landskommun. Landskommunen uppgick 1952 i Vallåkra landskommun som 1971 uppgick i Helsingborgs kommun. Församlingen uppgick 2006 i Landskrona församling.
1 januari 2016 inrättades distriktet Ottarp, med samma omfattning som församlingen hade 1999/2000.  
Socknen har tillhört län, fögderier, tingslag och domsagor enligt vad som beskrivs i artikeln Luggude härad. De indelta soldaterna tillhörde Norra skånska infanteriregementet, Rönnebergs kompani.

## Geografi
Ottarps socken ligger sydost om Helsingborg och nordost om Landskrona med Råån i sydväst. Socknen är en odlad slättbygd.

## Fornlämningar
Boplatser från stenåldern är funna. Från bronsåldern finns gravhögar och stensättningar.

## Befolkningsutveckling
| Befolkningsutvecklingen i Ottarps socken 1571–2000 | Befolkningsutvecklingen i Ottarps socken 1571–2000 | Befolkningsutvecklingen i Ottarps socken 1571–2000 | Befolkningsutvecklingen i Ottarps socken 1571–2000 | Befolkningsutvecklingen i Ottarps socken 1571–2000 |
| -------------------------------------------------- | -------------------------------------------------- | -------------------------------------------------- | -------------------------------------------------- | -------------------------------------------------- |
|                                                    |                                                    |                                                    |                                                    |                                                    |
| År                                                 |                                                    |                                                    | Invånare                                           |                                                    |
| 1571                                               | 1571                                               |                                                    | 3071                                               | 3071                                               |
| 1620                                               | 1620                                               |                                                    | 4281                                               | 4281                                               |
| 1699                                               | 1699                                               |                                                    | 4631                                               | 4631                                               |
| 1718                                               | 1718                                               |                                                    | 5231                                               | 5231                                               |
|                                                    |                                                    |                                                    |                                                    |                                                    |
| 1810                                               | 1810                                               |                                                    | 766                                                | 766                                                |
| 1820                                               | 1820                                               |                                                    | 842                                                | 842                                                |
| 1830                                               | 1830                                               |                                                    | 909                                                | 909                                                |
| 1840                                               | 1840                                               |                                                    | 1 031                                              | 1 031                                              |
| 1850                                               | 1850                                               |                                                    | 1 304                                              | 1 304                                              |
| 1860                                               | 1860                                               |                                                    | 1 609                                              | 1 609                                              |
| 1870                                               | 1870                                               |                                                    | 1 750                                              | 1 750                                              |
| 1880                                               | 1880                                               |                                                    | 1 860                                              | 1 860                                              |
| 1890                                               | 1890                                               |                                                    | 1 769                                              | 1 769                                              |
| 1900                                               | 1900                                               |                                                    | 1 621                                              | 1 621                                              |
| 1910                                               | 1910                                               |                                                    | 1 522                                              | 1 522                                              |
| 1920                                               | 1920                                               |                                                    | 1 397                                              | 1 397                                              |
| 1930                                               | 1930                                               |                                                    | 1 419                                              | 1 419                                              |
| 1940                                               | 1940                                               |                                                    | 1 212                                              | 1 212                                              |
| 1950                                               | 1950                                               |                                                    | 1 103                                              | 1 103                                              |
| 1960                                               | 1960                                               |                                                    | 937                                                | 937                                                |
| 1970                                               | 1970                                               |                                                    | 763                                                | 763                                                |
| 1980                                               | 1980                                               |                                                    | 691                                                | 691                                                |
| 1990                                               | 1990                                               |                                                    | 639                                                | 639                                                |
| 2000                                               | 2000                                               |                                                    | 648                                                | 648                                                |
|                                                    |                                                    |                                                    |                                                    |                                                    |
| 1 Beräknad folkmängd                               |                                                    |                                                    |                                                    |                                                    |

## Namnet
Namnet skrevs 1351 Othärpthorp och kommer från kyrkbyn. Efterleden är torp, 'nybygge'. Förleden innehåller mansnamnet Otti..